# 古野豊秋
古野 豊秋（ふるの とよあき、1943年 -  ）は、日本の法学者。法学博士（中央大学・論文博士・1993年）（学位論文「違憲の憲法解釈」）。桐蔭横浜大学法科大学院教授、弁護士。専門は憲法。

## 来歴
福岡県生まれ。1967年中央大学法学部法律学科卒業。1974年同大学大学院法学研究科公法学専攻修士課程修了。1977年駒澤大学大学院法学研究科公法学専攻博士課程単位取得満期退学。1993年「違憲の憲法解釈」で法学博士（中央大学）の学位を取得。埼玉大学助教授、桐蔭学園横浜大学法学部助教授を経て、同大学教授。同大学法科大学院法務研究科法務専攻教授、ドイツ憲法判例研究会事務局長を歴任。2014年定年退職。
著書に「違憲の憲法理論と解釈」「憲法における家族 親の人権と子どもの人権」「違憲の憲法解釈」など。

## 著書
- 国立国会図書館

### 論文
- CiNii